# Tanjung Saba Pitameh Nan Xx
Tanjung Saba Pitameh Nan Xx is een bestuurslaag in het regentschap Padang van de provincie West-Sumatra, Indonesië. Tanjung Saba Pitameh Nan Xx telt 4467 inwoners (volkstelling 2010).